# Leptaspis
Leptaspis R.Br. é um género botânico pertencente à família Poaceae.